# Gontães
Gontães est un village dans la commune de São Miguel da Pena (actuellement connue sous le nom d’union des communes de Pena, Quintã et Vila Cova) . Situé à environ 800 mètres d'altitude, le village offre une vue panoramique sur le paysage environnant.

## Histoire
Le nom Gontães est d'origine germanique et la fondation du village remonte à la fin du Ve siècle, pendant les invasions barbares. Malgré son origine germanique, il existe des preuves de l'occupation romaine. Les Romains ont profité du fer abondant dans la région, en raison de son excellente qualité.

## Population
La population de Gontães est de 180 personnes, dont la plupart sont des personnes âgées. Une grande partie de la population du village a émigré entre les années 1960 et 1990, et depuis, il y a eu un déclin de la population - aujourd'hui le nombre d'habitants de moins de 30 ans est extrêmement faible. Cependant, ces émigrants reviennent habituellement visiter le village, soit à Pâques, soit à Noël ou pendant les mois d'été.

## Géographie
Gontães est situé dans le district de Vila Real, dans la région de Trás-os-Montes à 800 mètres d'altitude. Comme c'est typique dans cette région, Gontães se trouve sur un relief montagneux recoupé par des vallées fertiles. 

## Patrimoine culturel

### Église Matrice

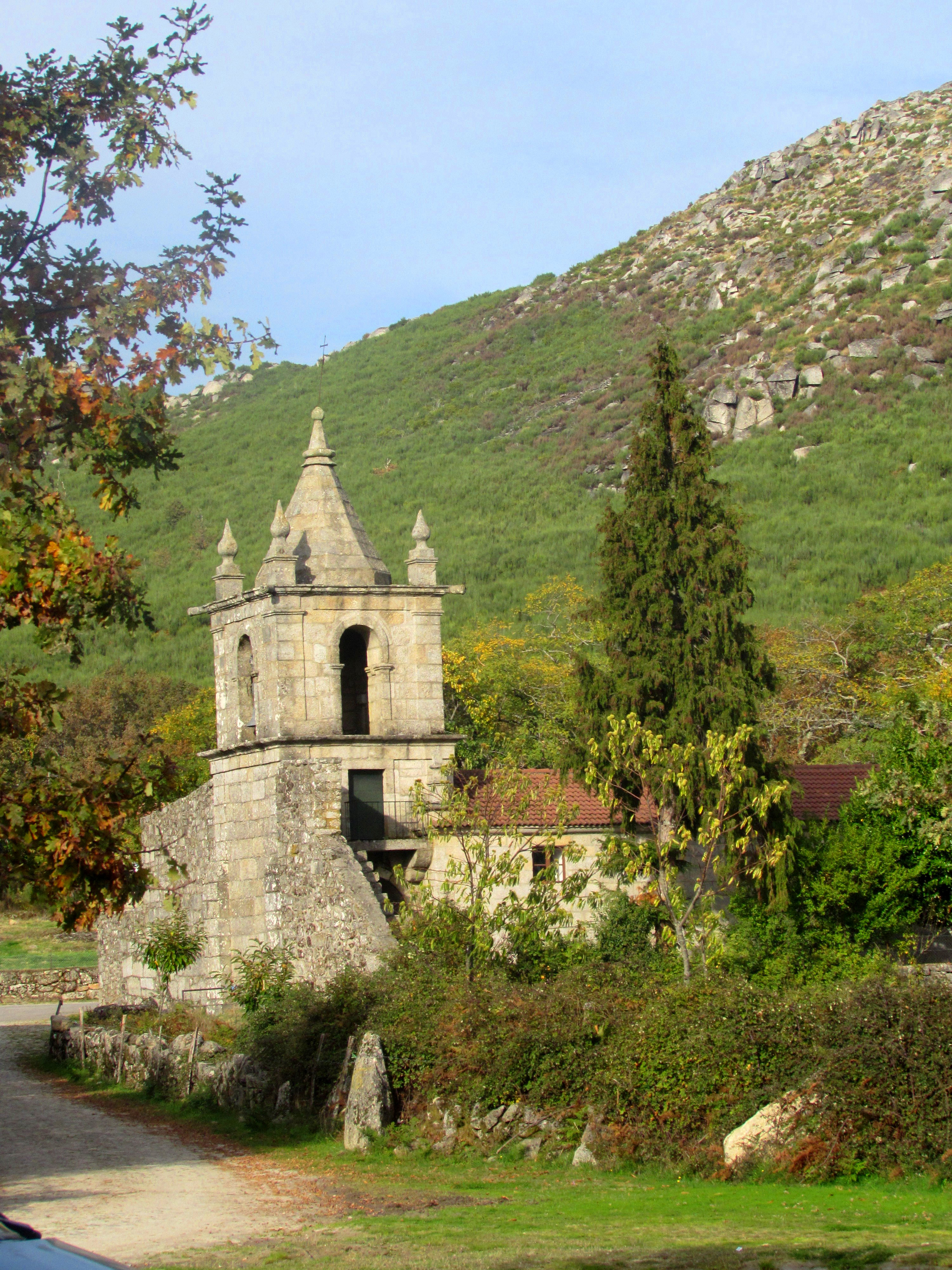
Église Matrice

Cette église a été déplacée et reconstruite au XVIIIe siècle. L'église d'origine a été construite dans un style roman, comme en témoigne l'extérieur de l'église actuelle. Bien que l'église actuelle maintienne l'extérieur roman, son intérieur a été rénové selon un style architectural qui correspond, en fait, à une version "plus simple" du style baroque. Cependant, les caractéristiques gothiques sont encore visibles.

### Chapelle de Santa Sofia

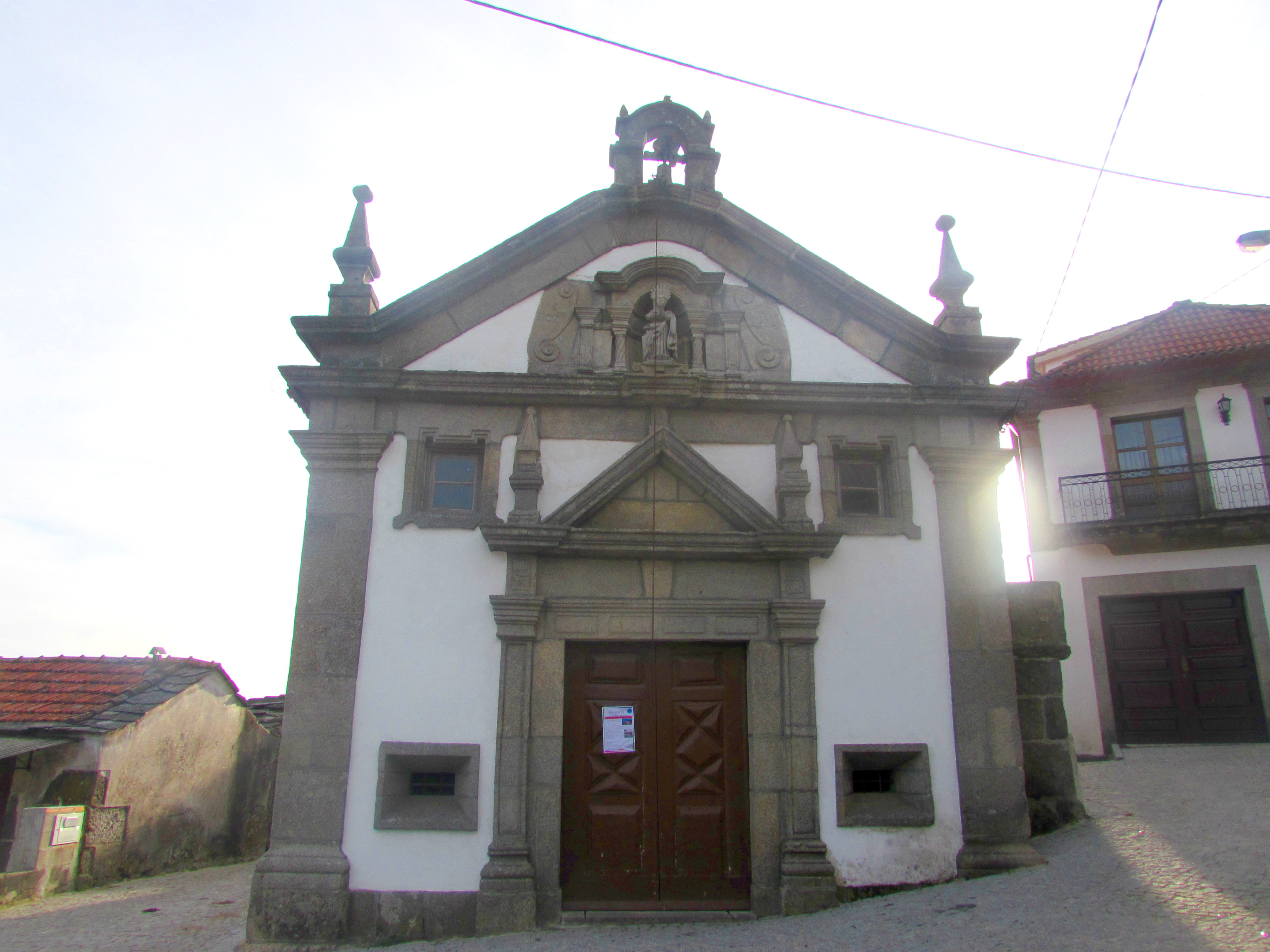
Chapelle de Santa Sofia

Cette chapelle date du XVIIIe siècle et a été formellement ajoutée à la diocèse de Braga le 12 septembre 1733. On doit la construction de cette chapelle à Manoel Gonçalves (1703-1767).

### Chapelle de Nossa Senhora dos Outeiros
Située au sommet d'une colline, cette chapelle a été construite à la fin du XVIIIe siècle ou au début du XIXe siècle. Faite de granit, la chapelle a été construite dans un style architectural simple. Son extérieur est extrêmement simple.

### Moulins

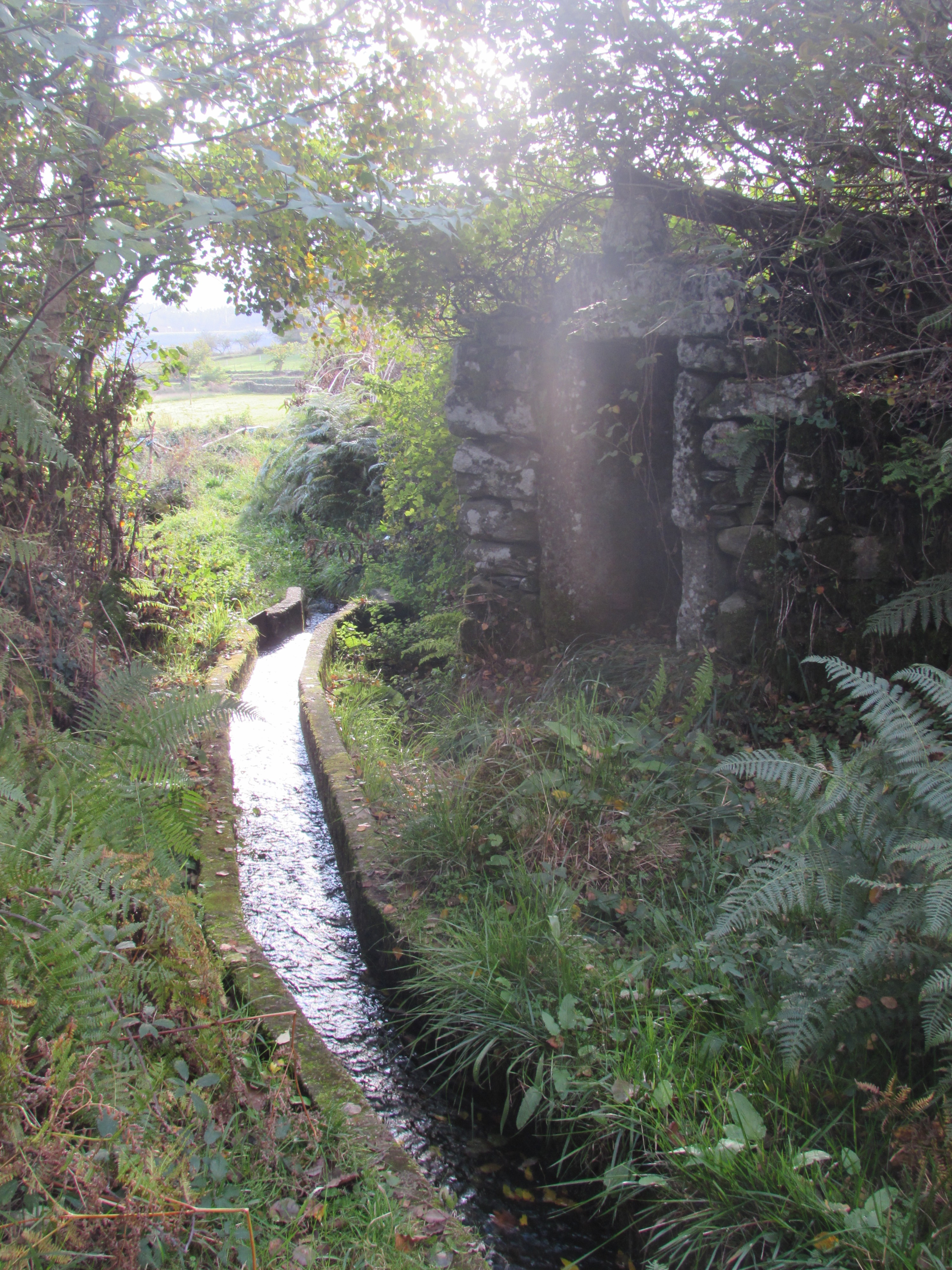
Moulin à eau

Il y a quatre moulins à eau dans cette région, qui ont été utilisés pour broyer les céréales cultivées localement (seigle et maïs). Le calendrier d'utilisation des moulins a été décidé par tirage au sort et chaque habitant ne pouvait utiliser le moulin qu'une fois par semaine.

### Mines
Les mines de Cando sont situées au bord du village, près de Vila Cova. En 1880, la société allemande Maximiliano Scherek utilisait les mines à leur plein potentiel. L'opération a cessé pour des raisons inconnues, quelque part avant les années 1940. On pense que l'exploitation des mines en général remonte à l'époque romaine. Le tungstène, l'antimoine, l'étain, le plomb et le fer se trouvaient dans les mines de Cando.

## Culture

### Tissage

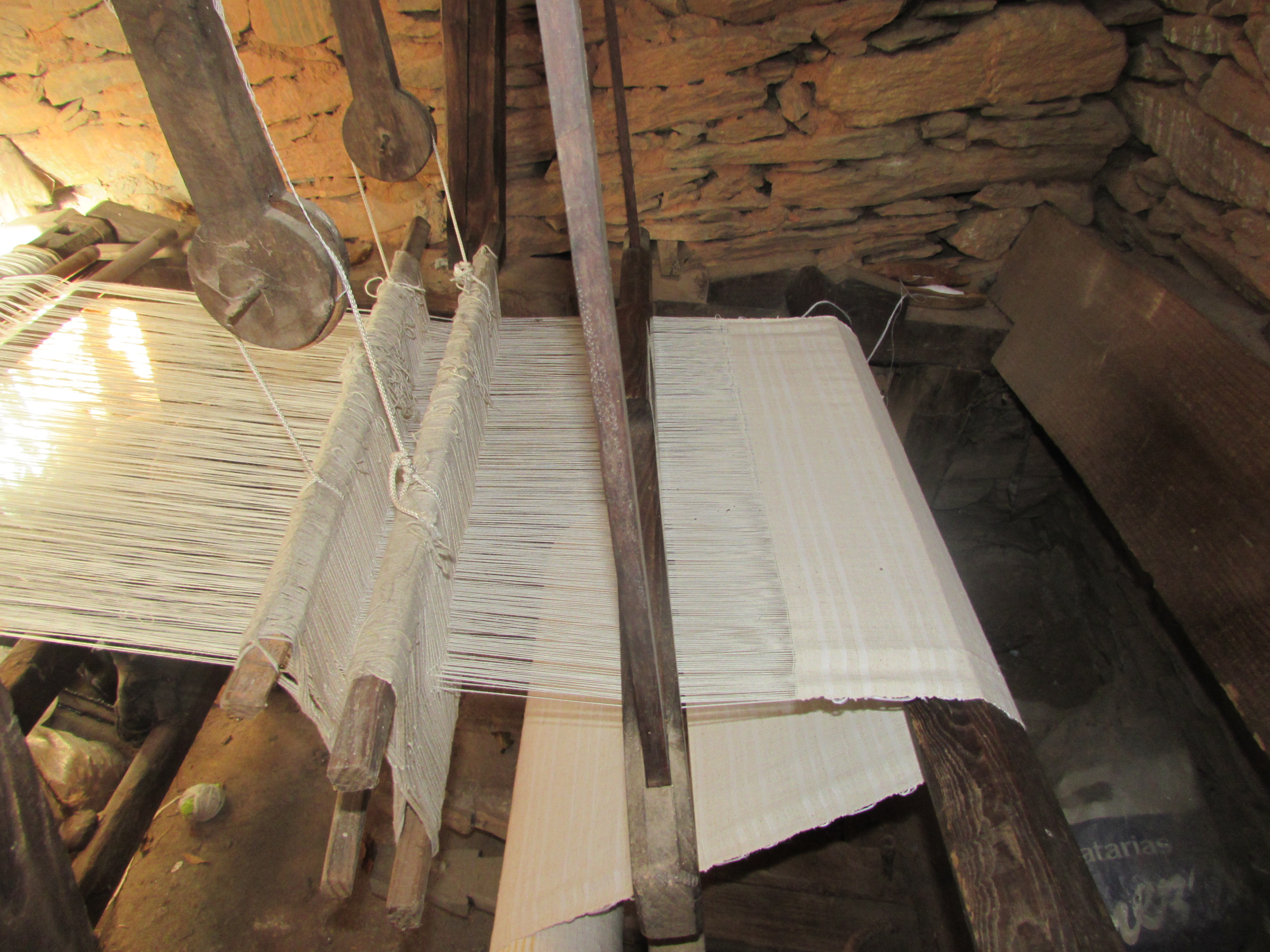
Tissage

Le tissage était une pratique locale utilisée pour faire des serviettes, des draps, des rideaux et des textiles, qui étaient souvent décorés de crochet et de broderie. Ce n'est plus une coutume de la région. Aujourd'hui, il n'y a qu'un seul métier à tisser à Gontães.

### Opas
Le terme «opas» est utilisé dans les villages pour désigner les personnes qui prennent part à une procession funéraire, mais c'est, en fait, le nom des manteaux qu'ils portent. Dans d'autres endroits, les adultes et les enfants peuvent être «opas» mais dans le village de Gontães, seuls les enfants peuvent y participer. À Gontães, on porte des manteaux rouges.

### La famille Minhava

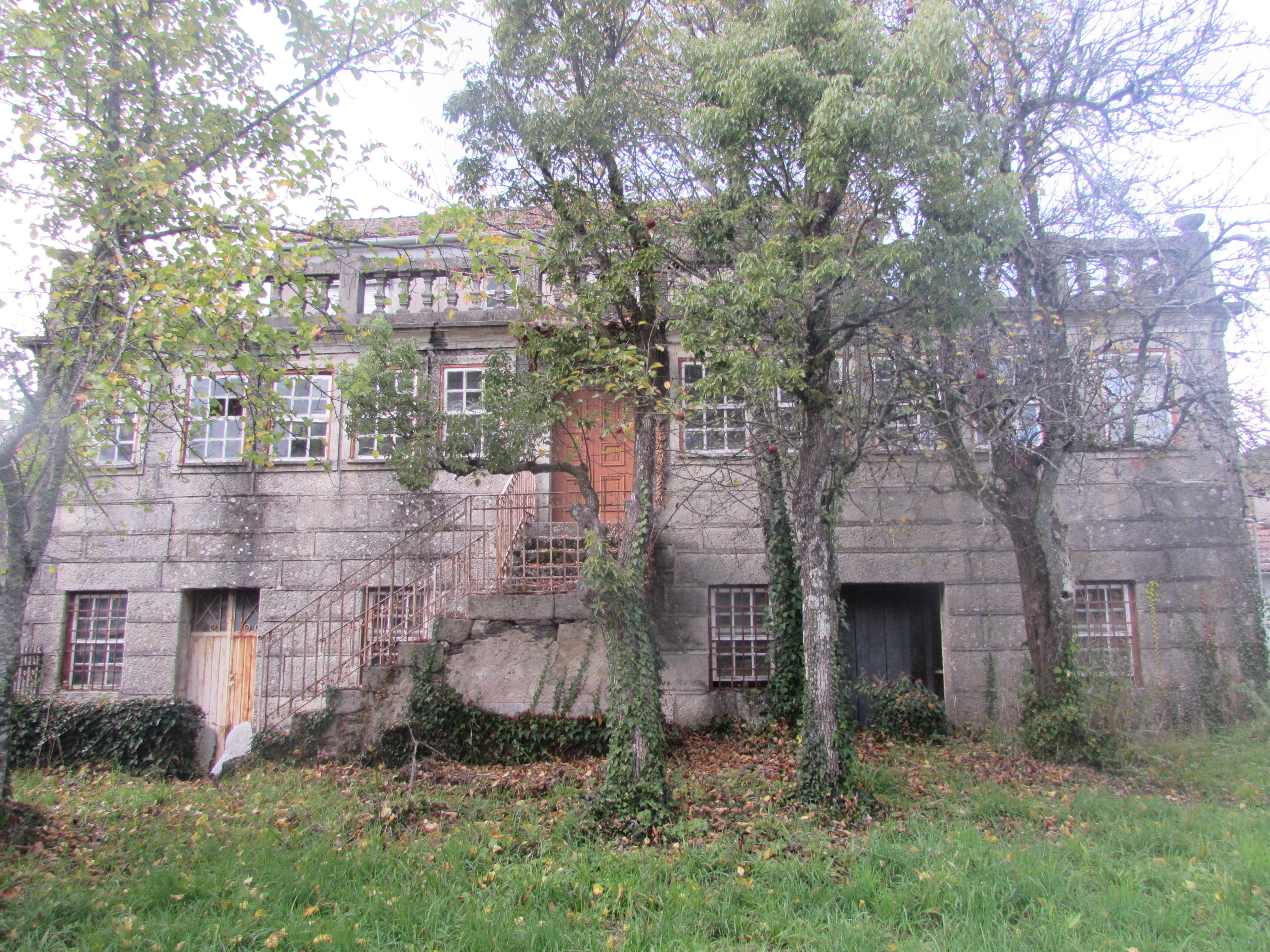
Maison de la famille Minhava

La famille Minhava était la famille la plus influente de Gontães. La famille a fourni une grande partie de l'éducation dont ont pu bénéficier les gens du pays, et de nombreux villageois ont pu apprendre à jouer des instruments de musique grâce à cette famille. Celle-ci a été tout aussi influente au sein de l'église.
 

### Autres lieux d'intérêt
La fontaine d'eau principale, qui était la seule source d'eau potable dans le village, a été détruite afin qu'une route puisse être construite. Pour la remplacer, des fontaines d'eau ont été construites à plusieurs endroits du village: au Largo da Fonte; au sein même du village, sur la route menant à la chapelle et à côté de la chapelle de Santa Sofia.

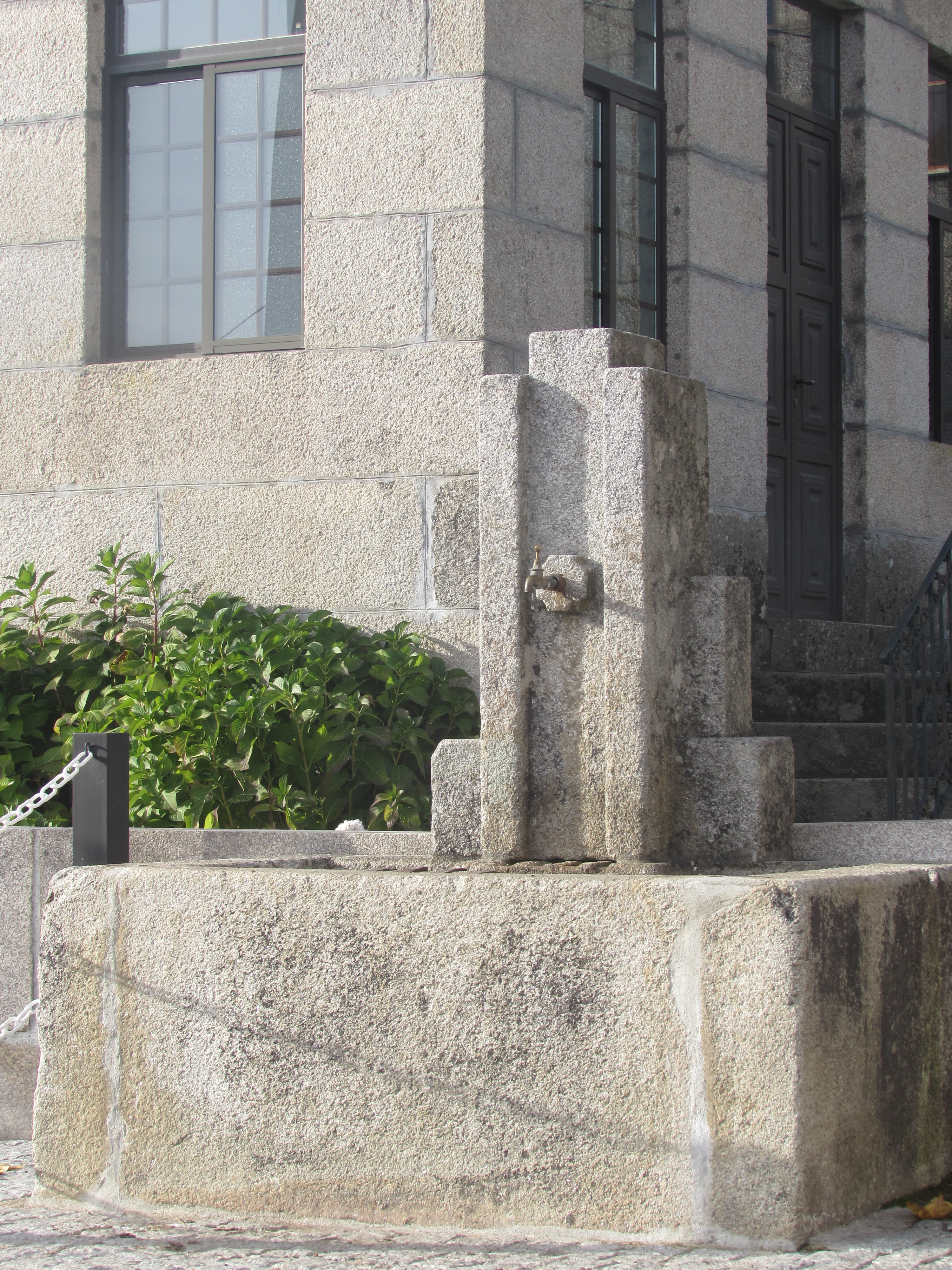
Fontaine d'eau 1
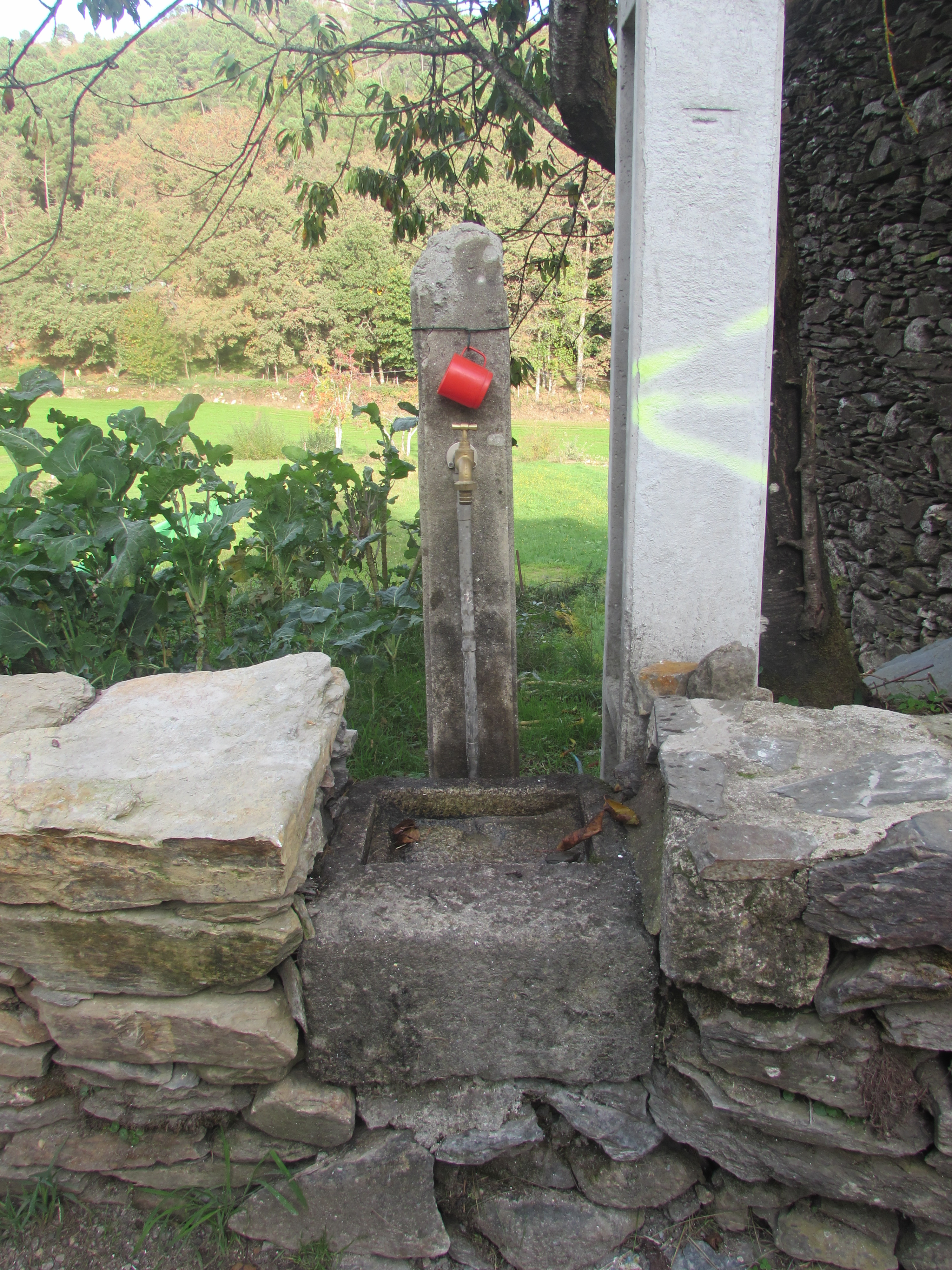
Fontaine d'eau 2
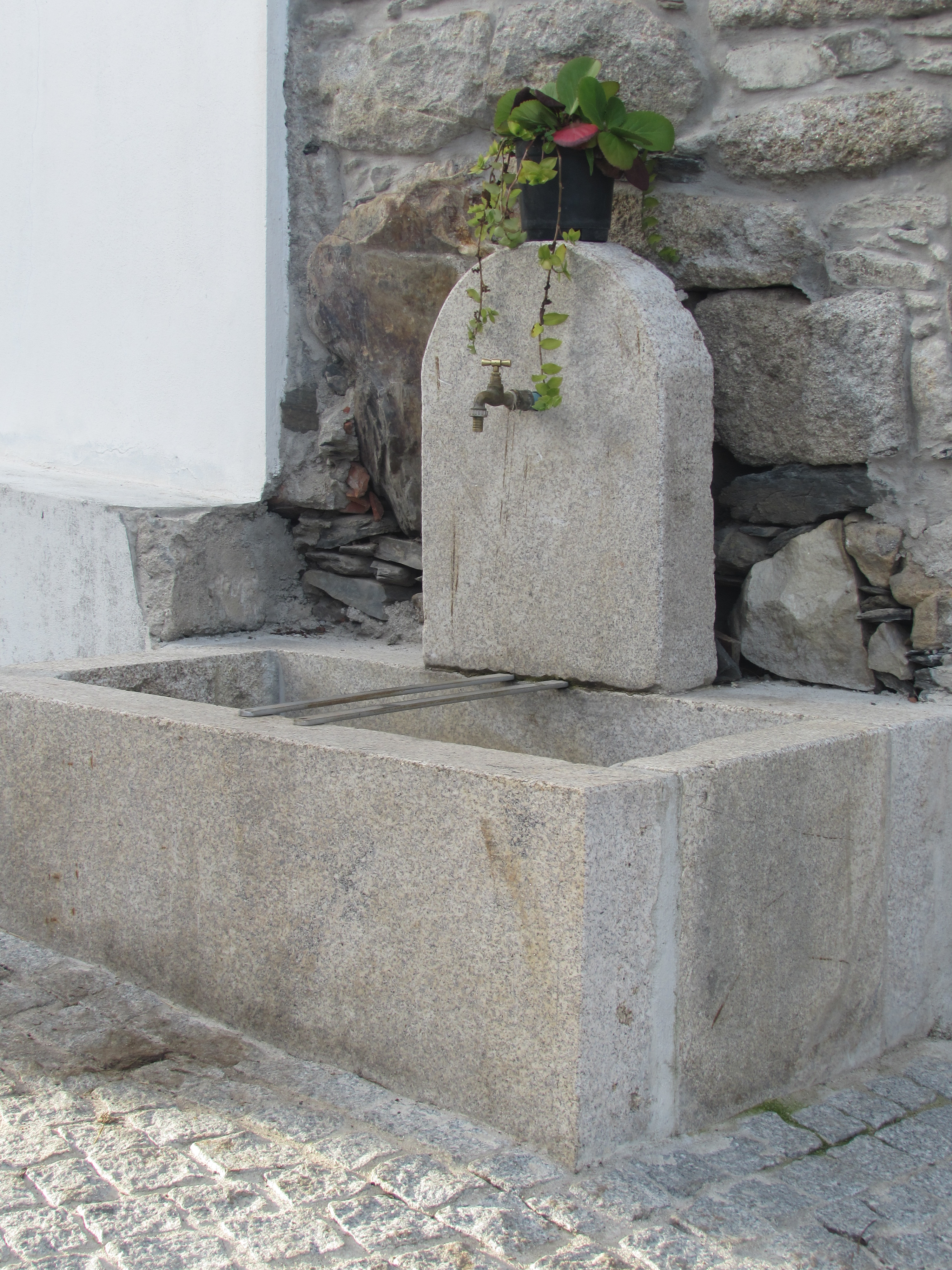
Fontaine d'eau 3

## Alimentation

### Habitudes agricoles
Parmi les cultures cultivées dans le village se trouvent le maïs, les pommes de terre, le seigle, les haricots, les fèves, les pois, le chou, les oignons, les carottes, le persil et les tomates. Le foin, le maïs et la paille ont également été produits pour nourrir le bétail. On y trouve également des arbres fruitiers tels que des cerisiers, des poiriers, des pommiers, des pêchers, des noyers, des figuiers, des châtaigniers, ainsi que des kiwis .

## Festivals

### Notre Dame de Fatima

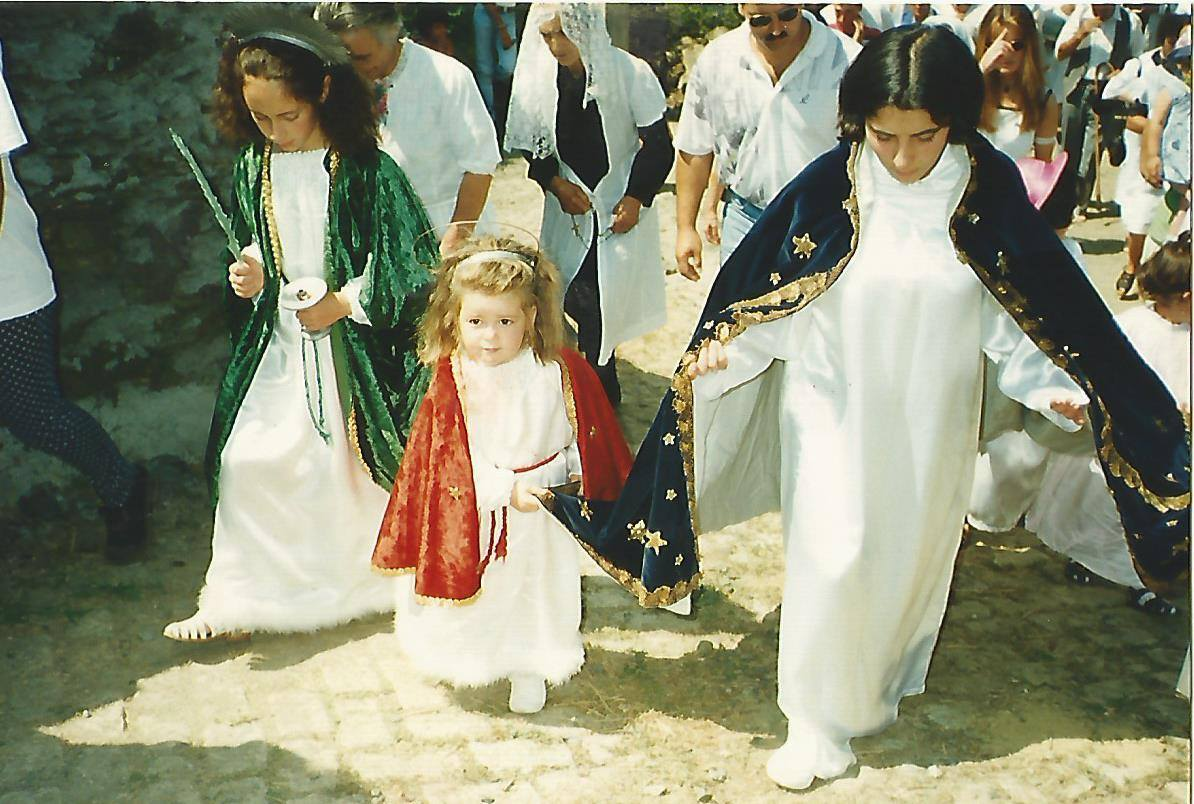
Procession de Notre-Dame de Fátima

Une procession aux bougies se déroule le vendredi soir avant le deuxième  dimanche d'août. Une messe se tient habituellement à la petite chapelle lors de ce deuxième dimanche d'août. La fête dure de 3 à 4 jours et se compose d'ensembles musicaux, de marches, de ventes aux enchères et d'autres festivités.

### Carnaval
Les jeunes hommes avaient pour coutune d'écrire des poèmes sur les filles du village, et les filles en faisaient de même. Ces poèmes étaient ensuite lus dans tout le village. Une autre tradition, qui se maintient aujourd'hui, consiste à fabriquer deux poupées de paille, un homme - l'Entruido - et une femme - la Quaresma. Celles-ci sont suspendues quelque part dans le village et au cours de la dernière nuit du Carnaval, elles sont brûlées, une tradition qui marque la fin du Carnaval et le début du Carême.

#### Bombos
Le bombo est un grand tambour utilisé dans les orchestres et les défilés. Au village, Il est habituel de commencer à jouer le soir pendant quelques heures, environ trois semaines avant le Carnaval.

#### Caparrões
Les Caparrões étaient des gens masqués qui traversaient le village en silence. Ils étaient tenus de couvrir leur visage afin de cacher tous les traits distinctifs qui permettraient aux gens de les identifier. Les gens allaient jusqu'à eux et essayaient de savoir qui ils étaient.

### S. Miguel - 29 septembre
Il y avait une procession semblable à l'ancienne procession de Notre-Dame de Fatima et le soir, on profitait d'un moment musical. Il y avait aussi des courses d'ânes sur lesquels les gens pariaient.